# Égée (mythologie)
 (octobre 2013).
Pour les articles homonymes, voir Égée.
Dans la mythologie grecque, Égée (en grec ancien Αἰγεύς / Aigeús) est roi d'Athènes, fils de Pandion (roi de Mégare, fils de Cécrops) et de Pylia, le frère de Lycos, Pallas et Nisos. Il est le père de Thésée et aurait donné son nom à la mer Égée.

## Mythe
Après la mort de Pandion, les quatre frères s'unirent et attaquèrent la ville d'Athènes, d'où leur père avait été chassé. Ils s'emparèrent du trône et se partagèrent les territoires conquis, Égée devenant en sa qualité d'aîné roi de la ville. Ensuite, il récupéra par la force les territoires de ses frères Lycos et Pallas, restant ainsi seul maître de l'Attique et de l'Eubée.
Égée fit alors un premier mariage avec Méta, mais comme il n'en obtint pas d'enfant, il la répudia pour épouser Chalciope. Restant toujours sans héritier, il résolut d'aller consulter l'oracle de Delphes, qui lui répondit : « Tu ne dois en aucun cas délier le col de ton outre gonflée de vin avant d'avoir atteint le plus haut degré d'Athènes. » Sur le chemin du retour, Égée s'arrêta à Trézène, où son ami, le roi Pitthée, comprenant le sens de l'oracle, l'enivra et le mit dans le lit de sa fille Éthra. Avant son départ pour Athènes, Égée recommanda à Éthra que si elle concevait un enfant mâle, elle devrait l'élever de façon conforme à son rang ; il déposa aussi, sous un énorme rocher, une épée et des sandales d'or, insignes royaux qui lui dévoileraient le secret de sa naissance le jour où il pourrait soulever la roche.
De retour à Athènes, Égée y fit célébrer les Panathénées, qui furent remportées par Androgée, fils du roi de Crète Minos. Mais Androgée mourut dans des circonstances suspectes, et Minos tint Égée pour responsable. Ceci provoqua une guerre qui devait voir tomber Mégare (gouvernée par Nisos), tandis qu'Athènes fut affamée par un siège interminable. Finalement, les Athéniens proposèrent à Minos de choisir le tribut qu'il voulait pour lever le siège. Il exigea que chaque année lui soient envoyés en Crète sept jeunes beaux garçons, et sept jeunes belles filles, afin de les sacrifier en nourrissant le Minotaure.
La paix étant revenue, Médée la magicienne lui demanda l'hospitalité, alors qu'elle fuyait Corinthe où elle venait de tuer le roi Créon. Égée la lui accorda, d'autant qu'elle lui promit un héritier : il l'épousa, et quelque temps plus tard naquit un fils, Médos.
C'est ainsi que Thésée, le fils né d'Éthra, se présenta à Athènes, portant avec lui l'épée que son père avait laissée sous le rocher. Thésée était précédé d'une grande réputation pour avoir accompli de nombreux exploits. Médée, qui nourrissait un destin royal pour son fils, comprit l'identité du nouveau venu, et n'eut de cesse de le perdre : le dénonçant à Égée comme un traître, elle le fit mettre au défi en l'envoyant combattre le taureau crétois à Marathon ; comme Thésée triompha, elle proposa de l'empoisonner. Égée accepta mais au moment où il lui tendait la coupe fatale, il reconnut l'épée portée par Thésée et put éviter le pire. Médée s'enfuit par la suite vers sa Colchide natale.

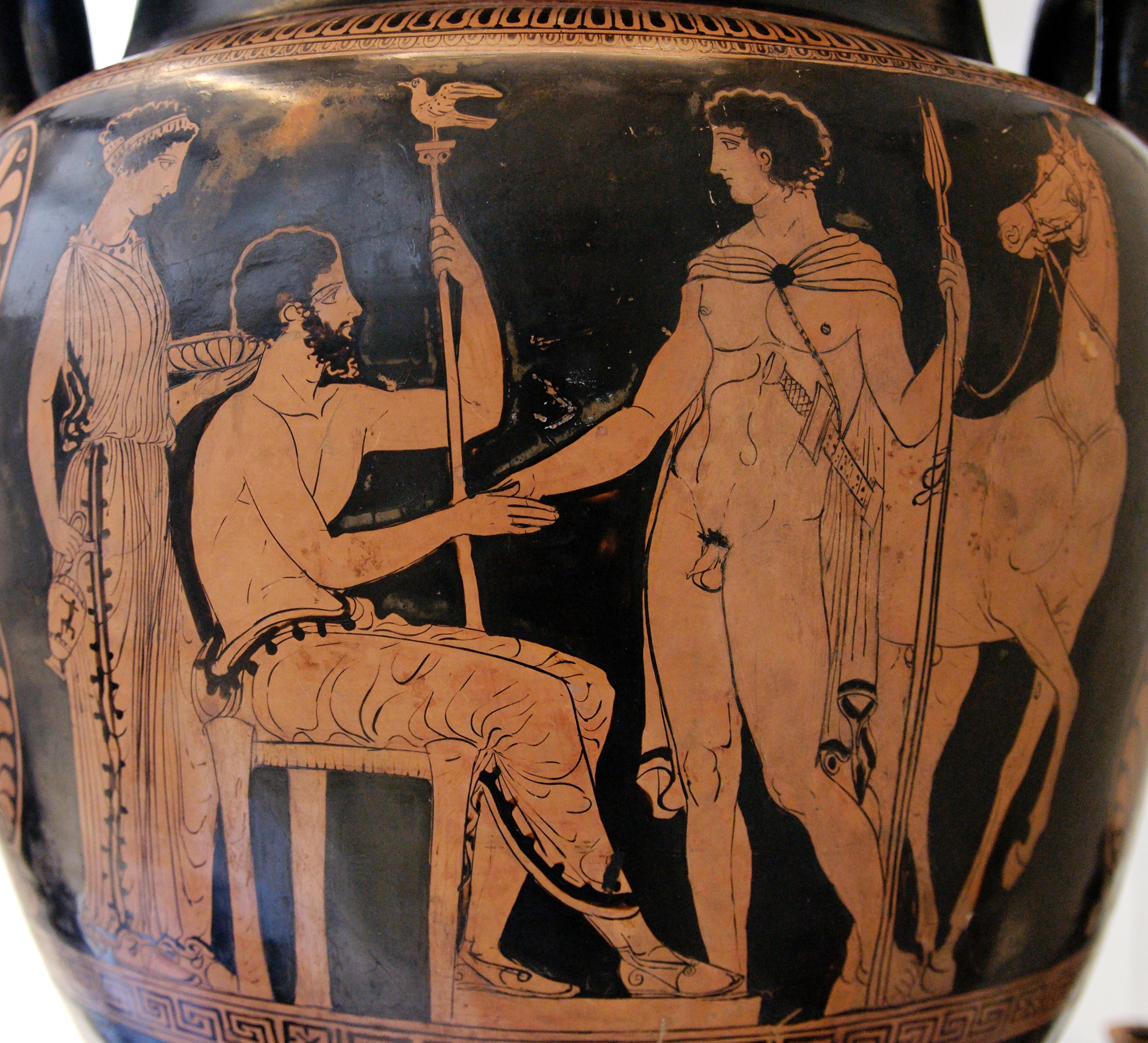
Cratère apulien à figures rouges, 410-400 avant notre ère, British Museum. Il s'agit peut-être de Thésée arrivant à Athènes salué par son père Égée.

Thésée fut alors associé au pouvoir par son père, et entreprit d'aller en Crète, afin de libérer Athènes du joug de Minos. Il y parvint, tuant le Minotaure, mais sur le retour il oublia la consigne de son père : mettre des voiles blanches en cas de succès, noires en cas d'échec. Sa flotte se présentant devant Athènes avec une voilure noire, Égée crut que son fils avait péri et, de douleur, il se suicida en se jetant d'un endroit qui diffère selon les auteurs. Selon les auteurs grecs (Diodore, Pausanias, Plutarque), il se serait jeté du haut de l'Acropole (précisément depuis le temple d'Athéna Niké selon Pausanias, ou plus généralement « d'un rocher » selon Plutarque) ; selon des auteurs latins (Hygin, Servius) il se serait jeté dans la mer à laquelle il aurait alors donné son nom (voir mer Égée), d'autres versions disant qu'il se serait jeté du haut de la falaise, des asters fleurissant là où son sang a imbibé la terre.

### Sources antiques
- Pseudo-Apollodore, Bibliothèque [détail des éditions] [lire en ligne] (I, 7, 2 ; I, IX, 28, III, 15, 5-7), Épitome [détail des éditions] [lire en ligne] (I, 5 ; I, 11).
- Diodore de Sicile, Bibliothèque historique [détail des éditions] [lire en ligne] (IV, 61, 6).
- Euripide, Médée [détail des éditions] [lire en ligne], Les Suppliantes [détail des éditions] [lire en ligne].
- Hérodote, Histoires [détail des éditions] [lire en ligne] (I, 1, 173).
- Hygin, Fables [détail des éditions] [(la) lire en ligne] (XXVI ; XLIII).
- Pausanias, Description de la Grèce [détail des éditions] [lire en ligne] (I, 5, 4 ; I, 27, 8 ; I, 22, 4-5).